# أولمبيك أليس
أولمبيك أليس (بالفرنسية: Olympique d'Alès en Cévennes)‏ هو نادي كرة قدم فرنسي تأسس في 1923، يقع مقره الرئيسي في أليس، ويلعب في الدوري الفرنسي الدرجة الوطنية 3.

## وصلات خارجية
- الموقع الرسمي